# Léon Destroismaisons
Léon Destroismaisons (* 2. März 1895 in Sainte-Anne-de-la-Pocatière/Québec; † 3. Februar 1980 in Saint-Pacôme/Québec) war ein kanadischer Organist, Komponist und Musikpädagoge.

## Leben
Destroismaisons begann seine musikalische Ausbildung bei Joseph Bourque am Collège Sainte-Anne-de-la-Pocatière. Von 1914 bis 1925 unterrichtete er selbst Orgel und Harmonielehre an dem Collège, während er zugleich Orgel und Klavier bei Henri Gagnon studierte. Ab 1925 studierte er in Paris fünf Jahre lang Orgel bei Maurice Sergent und Marcel Dupré, Klavier bei Simone Plé, Harmonielehre und Kontrapunkt bei Georges Caussade, Komposition bei Vincent d’Indy und gregorianischen Gesang bei Henri Potiron und Auguste Leguennant. 1929 erhielt er ein Diplom des Institut Grégorien in Paris.
Nach seiner Rückkehr nach Kanada setzte er seine Lehrtätigkeit am Collège Sainte-Anne-de-la-Pocatière bis 1965 fort. Außerdem unterrichtete er ab 1931 an der Laval University. Zu seinen Schülern zählen Antoine Bouchard, Sylvain Doyon, Pierre Dussault, André Gagnon, Yvon Larrivée, Maurice Lebel und Clermont Pépin. Daneben war er Präsident der Musikkommission für die Diözese Sainte-Anne.
Zwischen 1929 und 1962 gab Destroismaisons mehr als dreißig Konzerte zur Einweihung von Orgeln in den Provinzen Québec und New Brunswick. 1940 gab er mit Philippe Morneau das Manuel de chants sacrés heraus. Selbst komponierte er Lieder und Hymnen, eine Kantate und ein Orgelwerk.